# Drusa (mineralogia)

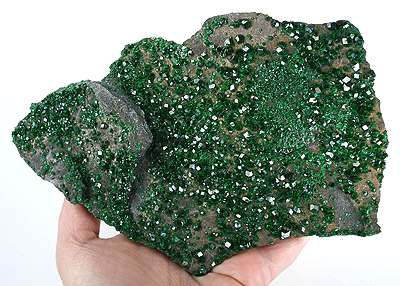
Drusa d'uvarovita dels Urals (mida: 18.3 x 13.1 x 2.0 cm)

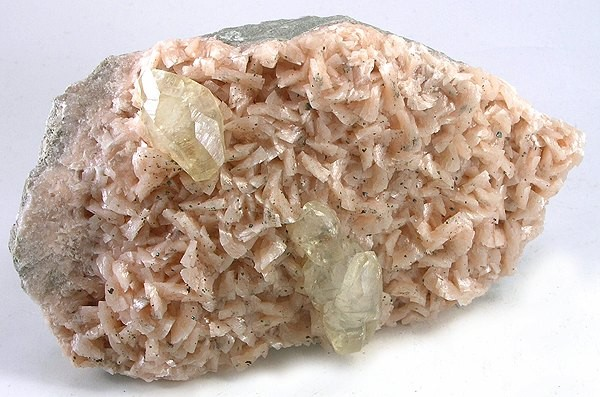
Drusa de dolomita rosa amb cristalls de calcita groga, Arkansas (mida: 14.9 x 8.5 x 3.7 cm)

Una drusa és una formació mineral en la qual els cristalls d'un o més tipus de minerals s'organitzen al voltant d'un nucli que sol ser un altre cristall.
Els minerals comuns que es presenten sovint en forma de drusa són la pirita, el quars, l'ortoclasa i la fluorita.